# معبر وادي عربة

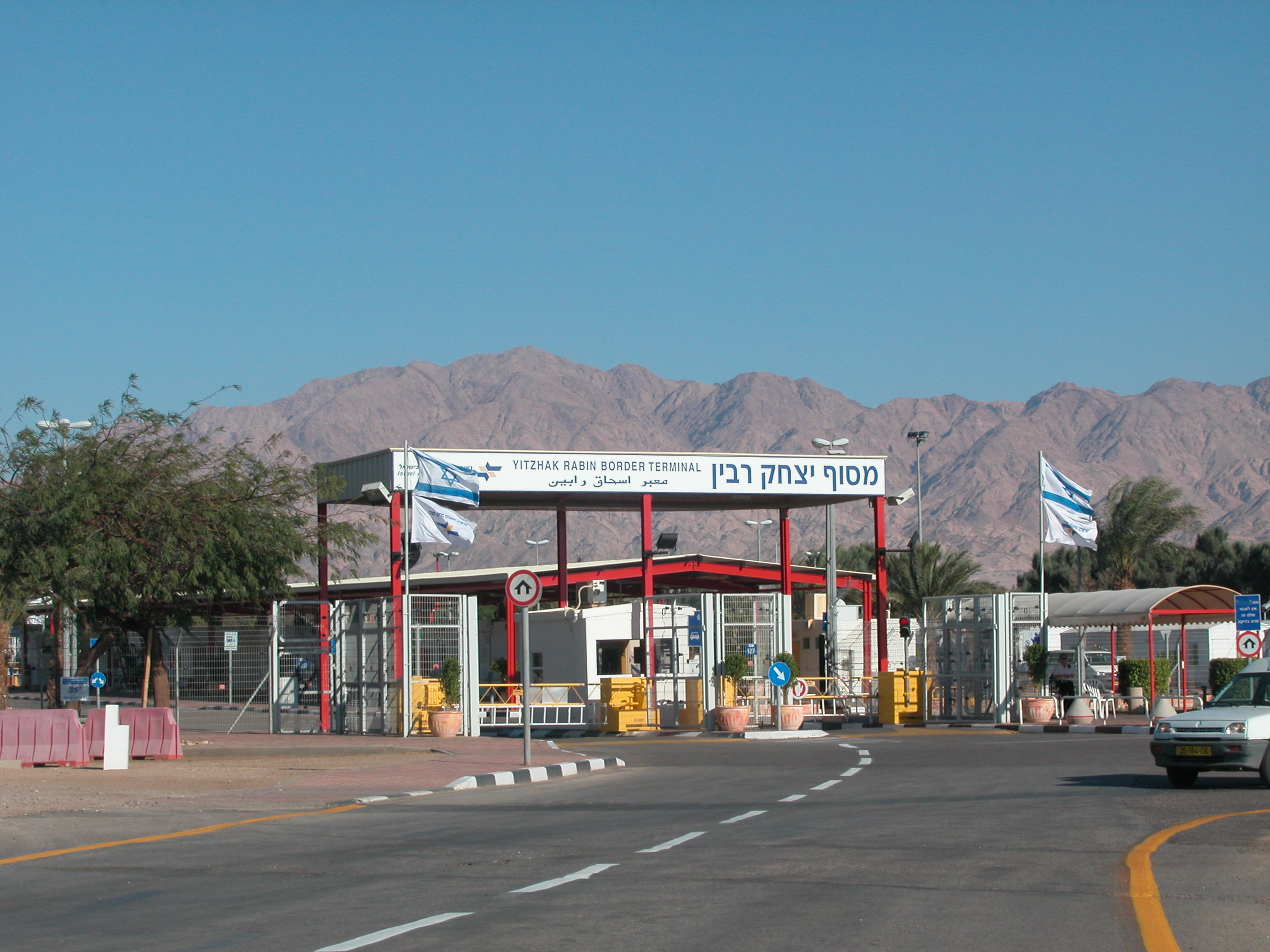
إدارة حدود اسحق رابين

معبر وادي عربة (بالإنجليزية: Wadi Araba Crossing) هو معبر حدودي دولي بين مدينة العقبة الأردنية ومدينة ايلات الإسرائيلية. افتتح يوم 8 أغسطس 1994، وهو واحد من ثلاثة معابر حدودية بين البلدين الخاصة بعبور السياح.
المعبر يفتح من الساعة 6:30 حتى 20:00 من الأحد إلى الخميس، ومن الساعة 8:00 حتى 20:00 أيام السبت والجمع، المعبر مفتوح دائما طول السنة ما عدا الأيام التي يتوافق فيها مع رأس السنة الهجرية وعيد الغفران، فهي أيام عطل رسمية.
الطريق 109 يمتد من شرق تقاطع إيلوت على الطريق السريع 90 إلى المعبر الحدودي. بطول 1,5 كم.

## معرض

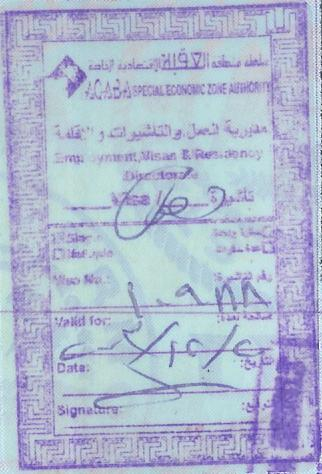
ختم على تأشيرة دخول لحامل جواز سفر أمريكي, من سلطة منطقة العقبة الاقتصادية الخاصة
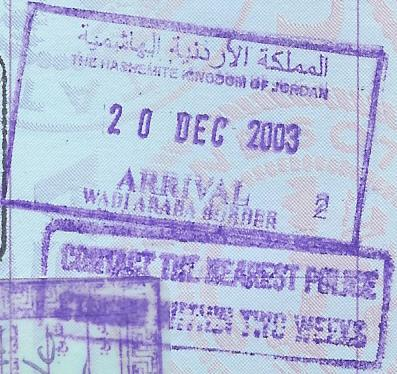
ختم على جواز سفر أمريكي قادما من معبر وادي عربة. ختم الأردن.